# Operacija Lipanjske zore
Operacija Lipanjske zore je zajednička operacija HVO-a, HV-a i HOS-a iz lipnja 1992. godine. Akcija je trajala od 7. lipnja do 26. lipnja 1992. godine. To je prva pobjeda hrvatskih nad srpskim snagama u ratu u Bosni i Hercegovini. Operacijom Lipanjske zore zauzeta je dolina rijeke Neretve, a na nekim mjestima (poput Ošanjića kod Stoca) združene hrvatske snage su izbile na današnju crtu razgraničenja između Federacije Bosne i Hercegovine i Republike Srpske.

## Stanje prije bitke
Dana 7. svibnja 1991. godine JNA je uputila tenkovske snage u pravcu Mostar – Široki Brijeg – Posušje – Tomislavgrad – Kupres pod izlikom vojne vježbe. Istog dana, tenkovi su zaustavljeni u mjestu Polog, na granici mostarske i širokobriješke općine. Na zahtjev Generalštaba JNA i generala Blagoja Adžića u dotad posve nepoznato selo Polog stižu predstavnici bosanskohercegovačkih vlasti na čelu s predsjednikom predsjedništva Izetbegovićem i Kljujićem te pokušavaju nagovoriti okupljene Hrvate da se raziđu i tako omoguće daljnje kretanje tenkovske kolone. Međutim, okupljeno mnoštvo popustilo je tek nakon molbe hrvatskog predsjednika Franje Tuđmana i propustilo kolonu 9. svibnja 1991. godine.
Plan velikosrpskog agresora bilo je[nedostaje izvor] blokiranje zapadne i južne Hercegovine, odsijecanje Dalmacije, stvaranje preduvjeta za uvođenje snaga JNA iz pravca Banja Luka – Donji Vakuf – Kupres – Mrkonjić Grad – Drvar – Livno i produžiti s daljnjim borbenim djelovanjima u cilju presijecanja Dalmacije na tri djela. Istovremeno su tenkovske snage poslane u pravcu Čapljine, a ostale snage su bile planirane u pravcu Mostar – Bijelo Polje – Sarajevo.
Uvođenjem ovih snaga cilj je bio zauzeti komunikacije Privalj – Grude – Posušje – Imotski – Split te Livno – Aržano – Split i time blokirati bilo kakvu pomoć bosanskohercegovačkih Hrvata Hrvatskoj i obratno. Odsijecanjem komunikacije Čapljina – Metković – Ploče, a s obzirom na granična područja Trebinje – Crna Gora smatrali su da će Hrvatska lako pasti. No, zaustavljanjem tenkova JNA je morala korigirati segmente operacije RAM, koji se odnosio na odsijecanje Hercegovine od Dalmacije, a i napad na srednju Dalmaciju je morao biti odgođen. 
Već nakon incidenta na Plitvicama (Krvavi Uskrs), Hrvati i Bošnjaci Hercegovine preko kriznih stožera počinju formirati seoske postrojbe, a usporedno počinje formiranje i bolje opremljenih i pokretnijih vojnih postrojbi. Upravo su te postrojbe odigrale iznimnu ulogu kod dolaska pričuvnika. U rujnu 1991., u Mostar dolaze pričuvne postrojbe JNA. Iako je njihov dolazak bio nenajavljen, mostarski krizni stožer u suradnji s hrvatskim kadrovima u ondašnjem MUP-u zaustavlja prvi nalet pričuvnih postrojba (rezervista) da uđu u grad. Pričuvnike se zaustavilo u Gnojnicama i mostarskoj zračnoj luci, gdje je ondašnji MUP postavio svoje policijske punktove. Tek kasnije pričuvne postrojbe JNA uspijevaju zaposjesti crtu Čapljina – Dretelj te crtu Slipčići – Krivodol – brdo Orlovac (kod Mostara) – brdo Hum (iznad Mostara) – grad Mostar – Bijelo Polje – Borci – Konjic. 
Zahvaljujući odlučnosti i dobrim procjenama, branitelji zauzimaju strateški važne kote: Gornja Kozica, brdo Galac, Grabova Draga i brdo Planinica te zaustavljaju plan napredovanja JNA. S početkom borbi dolazi do iseljavanja stanovništva iz općina Mostar, Široki Brijeg i Čapljina. Dogovorom tadašnjeg MUP-a općine Mostar i Kriznog stožera vrši se mobilizacija pričuvnog sastava policije, u koju je uključen i velik broj dragovoljaca, koji preuzimaju točke po prometnicama i dežurstva po gradu. 
Postrojba ZNG izlazi na plato Bile i 20. rujna 1991. sprječava desant čime Hrvati i Bošnjaci Mostara praktično ulaze u rat sa srpsko-crnogorskim agresorom. Dana 3. siječnja 1992. utemeljen je stožer HOS-a za Hercegovinu. Dana 10. travnja 1992. godine srpskocrnogorski agresor izvodi žeštok napad na Dubrave i Stolac gdje su lokalni muslimani i njihovi čelnici tenkove JNA dočekali kao oslobodilačke. Većina se Bošnjaka na nagovor svojih vjerskih vođa ubrzo vratila u Stolac i na Dubravsku visoravan gdje su imali povlašteni položaj te su od Srba i JNA dobili pravo da osnuju i svoju policiju. 
Za to vrijeme pedesetak starijih i nemoćnih Hrvata koji su ostali u svojim kućama, je zlostavljano, mučeno i odvođeno u logore u Bileću, pa se i danas vode kao nestali i uopće se ne zna njihova sudbina. Većina hrvatskih kuća i crkava na tom području je zapaljena i porušena. Za to vrijeme trajalo je i često granatiranje Čapljine, Mostara, Čitluka, Metkovića i Dubrovnika, iz topova, tenkova i zrakoplova. 
U Mostaru, oporbene stranke organiziraju razne mitinge podrške za JNA. Dana 3. travnja 1992. godine, u popodnevnim satima, na autobusnom stajalištu u naselju Zalik preko puta Sjevernog logora, vojarne JNA, eksplodirala je cisterna. Taj događaj je označio početak rata u Mostaru. Na zapovijed generala Momčila Perišića, 7. travnja 1992. godine dolazi do otvorene agresije na Mostar, prvog granatiranja naselja Cim, Ilići i Rudnik. Dan kasnije odlukom predsjednika Hrvatske zajednice Herceg-Bosne, Mate Bobana, formira se Hrvatsko vijeće obrane, koje i preuzima obranu grada, nakon prvog oružanog sukoba, a za zapovjednika obrane općine Mostar imenuje se Petar Zelenika
Od 14. travnja traju borbe za oslobađanje vojarne u Čapljini gdje je JNA izvela i desant te je helikopterima izvlačila svoju opremu. Dana 23. travnja 1992. godine, oslobođena je čapljinska vojarna, koja je tako postala prva vojarna oslobođena od srpskog agresora u ratu u Bosni i Hercegovini. Tijekom tih borbi, srušeno je 5 zrakoplova JNA. 29. travnja 1992. Krizni stožer općine Mostar, a kasnije i krizni stožeri općina Čapljina i Široki Brijeg svu vlast i obranu tih općina povjeravaju Hrvatskom vijeću obrane.

## Urbicid nad Mostarom
Od 7. travnja 1992. godine do operacije Lipanjske zore, srpsko-crnogorski agresor je počinio urbicid, sustavno rušenje gradskih područja nad Mostarom. Danonoćno granatiranje zapadnog dijela Mostara ostavilo je neizbrisiv trag. No još veće razaranje doživio je istočni dio grada, koji se nalazio pod okupacijom agresora. Agresor je opljačkao, zapalio i minirao sve važnije objekte u tom gradu. Stara gradska jezgra potpuno je uništena, a Stari most oštećen s nekoliko izravnih pogodaka.
Radiopostaja Mostar je emitirala svoj program iz Centra za motrenje i obavješćivanje jer su samo dan nakon početka otvorene agresije na Mostar, dvije granate izravno pogodile prostorije tadašnjeg Radio Mostara. Radivši na jednoj žici, s lošom kvalitetom zvuka, koja se čula od ulaza do izlaza iz Mostara, Radio Mostar je bio jedini signal života u gradu, koji je održavao moral u mostarskim podrumima. 
U posljednjem od tri razgovora, kojima je htio staviti radio pod svoju kontrolu, general JNA Momčilo Perišić je rekao: „Ako bre ne poslušate ovo što vam naređujem, u 10:10 ću da gađam Beli Breg, u 10:20 Iliće, u 10:30 Cim!” Kako je rekao, tako je i proveo u djelo svoje prijetnje, za što je nagrađen od vrhovne komande JNA ordenom za hrabrost. Od srpskih granata u gradu je poginulo više civila nego branitelja grada.
Agresor je potpuno porušio sedam mostova na Neretvi, sve osim Starog. Svi gospodarski subjekti u južnoj i sjevernoj gradskoj zoni opljačkani su i potpuno uništeni. Najočitiji primjer su Aluminij i Soko. Potpuno ili djelomice agresor je uništio sva prigradska naselja. U kratkom vremenu srpska vojska uspjela je od 14 mostarskih džamija ostaviti samo dvije neoštećene. Tijekom svibnja 1992. godine zapaljeni su i uništeni: crkva u Potocima i franjevački samostan u Mostaru, Biskupski dvor, samostan časnih sestara, a sustavno se granatirala i mostarska katedrala.
Oštećeni su dom kulture, muzej i arhiv, knjižnica, bolnica, Dom zdravlja, zgrada kazališta, glazbena škola, zgrada Simfonijskog orkestra. Uništen je i cijeli niz mostarskih hotela, škola, predškolskih ustanova, studentskih domova i fakulteta, općina, sud, katastar, pošta, robne kuće HIT i Razvitak.

## Hrvatske snage
| Oznaka Hrvatskog vijeća obrane. | Oznaka 4. gardijske brigade HV-a.  |
| Oznaka 156. brigade HV-a.       | Oznaka Hrvatskih obrambenih snaga. |

U Operaciji Lipanjske zore sudjelovalo je više od 6000 hrvatskih vojnika. 
Sudjelovali su pripadnici HV-a, HVO-a i HOS-a kao i postrojbe policije iz općina Mostar, Čapljina i Stolac te jedna bošnjačka dobrovoljačka jedinica:
- zapovjednik južnog bojišta general Janko Bobetko
- načelnik glavnog stožera HVO-a u Posušju Slobodan Praljak
- zapovjednici stožera HVO-a Općine Mostar Petar Zelenika i Jasmin Jaganjac
- zapovjednik 4. gardijske brigade HV-a general Damir Krstičević
- zapovjednik 156. brigade HV-a Ante Urlić.
- zapovjednik Kažnjeničke bojne HVO-a Mladen Naletilić »Tuta«
- poskok bojna HVO-a Široki Brijeg
- diverzantski odred HVO-a iz Čitluka, zapovjednik Miljenko Dugandžić »Midža«
- brigada »Knez Domagoj« Čapljina
- dobrovoljačka pukovnija »Kralj Tomislav«
- bojne HVO-a: Stolac, Neum, Ljubuški i Čitluk
- satnija HVO-a Ravno, bojna HV-a Imotski
- bojna i dverzantski vod HVO-a Grude
- 1. bojna mostarskog HVO-a Bijelo Polje
- 2. bojna mostarskog HVO-a Rudnik
- 3. bojna mostarskog HVO-a Cim

- 4. bojna mostarskog HVO-a Balinovac
- 5. bojna mostarskog HVO-a Ilići
- 6. bojna mostarskog HVO-a Kruševo
- 7. bojna mostarskog HVO-a Gnojnice
- 8. bojna mostarskog HVO-a Rodoč
- 9. bojna mostarskog HVO-a Jasenica
- 4 samostalne satnije, topništvo, inženjerija, logistika, veza, sanitet
- Samostalni bataljun obrane Mostara HVO, zapovjednik Arif Pašalić
- bojna Vojne policije HVO-a
- postrojbe MUP-a Hrvatske zajednice Herceg-Bosne
- dio IX. bojne HOS-a (u sastavu 4. gardijske brigade HV-a)
- I. bojna HOS-a,zapovjednik: bojnik Stanko Primorac »Ćane«
- satnija HOS-a »Lovac« (iz sastava 156. brigade HV-a)
- 1. satnija 3. bojne 156. brigade HV-a
- ojačani vod 2. satnije 3. bojne 156. brigade HV-a
- Protuoklopna skupina 156. brigade HV-a
- Pionirska desetina iz inženjerijskog voda 156. brigade HV-a
- Pionirska desetina iz pionirske satnije 40. inženjerijske bojne HV-a
- postrojba MUP-a Republike Hrvatske.

## Srpske snage
Na području Hercegovine od rujna 1991. godine djelovala su čak 4 korpusa JNA, a od tih korpusa posebno su bili aktivni Užički, Titogradski i Bilećki korpus, koji je poslije postao Hercegovački korpus VRS-a. Cilj im je bio prijelaz preko Neretve i prodor ka Jadranskom moru, u čemu ipak nisu uspjeli. Predvodio ih je general Momčilo Perišić.
- Hercegovački korpus Vojske Republike Srpske, zapovjednik: general Radovan Grubač
- 10. mehanizirana brigada Mostar
- 13. mehanizirana brigada Nevesinje
- 472. mehanizirana brigada Trebinje
- 15. hercegovačka pješadijska brigada Bileća
- 13. mješovita artiljerijska pukovnija (MAP)
- 13. mješovita protuoklopna artiljerijska pukovnija (MPOAP)
- 13. lakoartiljerijska pukovnija protuzračne obrane (LAP PVO)
- 13. bojna Vojne policije (BVP)
- ostatci Titogradskog i Užičkog korpusa JNA.

## Tijek operacije
Dana 7. lipnja 1992. godine pod zapovjedništvom generala Janka Bobetka, zapovjednika Južnog bojišta i zapovjednika Općinskog stožera HVO-a Mostar pukovnika Jasmina Jaganjca, počela je operacija Čagalj. U ovoj akciji je diverzantski vod bojne Grude i diverzantski vod bojne Čitluk probio neprijateljske bunkere u Ševaš Polju i potisnuo agresora prema Gubavici i Domanovićima.Akcija je potpomognuta postrojbama brigada Knez Domagoj Čapljina, pukovnija Kralj Tomislav, 7. bojna, 8. bojna i 9. bojna Općinskog stožera HVO-a Mostar, bojna Stolac, bojna Neum, satnija Ravno, bojna Ljubuški, bojna Čitluk i bojna Imotski.
Postrojbe Hrvatske vojske napadaju glavnim smjerom iz Metkovića prema selima Klepci i Prebilovci i pomoćnim smjerovima iz sela Dretelj prema selima Počitelj i Hotanj, te prema Prebilovcima. Spajanje borbenih skupina BG 1 i BG 2 bilo je u selu Hotanj. Od šest diverzantskih grupa na pravcima djelovanja, njih pet uspjele su se neopaženo primaknuti protivniku i izvršiti sve zadaće. Već u 8 sati ujutro probijena je obrana sela Klepci, pa su u 10 sati samo selo i okolne dominantne kote Klepešnica i Šunja Glava bile u rukama HV, a pri čemu najveće zasluge ima postrojba Hrvatskih obrambenih snaga koja je svladala strojnička i snajperska gnijezda na Klepešnici. Prvog dana poginuo je jedan pripadnik HOS-a, a pet ih je ranjeno. Uništen je i jedan hrvatski tenk. Jedna izviđačka skupina nije na vrijeme osvojila Crni vrh i na taj način zatvorila dolinu rijeke Bregave pa su se tamo uspjele izvući neke četničke snage. Ipak na dan napada do popodnevnih sati, Hrvatska vojska je kontrolirala šire područje oko rijeke Bregave. Sljedeći dan oslobođeni su Tasovčići i Prebilovci s okolnim zaselcima: Grlići, Hotanj, Kuline i Loznica. U Prebilovcima je zarobljen jedan VBR, više topova i minobacača, a u tim borbama zarobljen je i jedan tenk. 
Ukupno tijekom prvih dva dana poginulo je 10 pripadnika HV-a. Gubitci protivnika nisu poznati. 8. lipnja 1992. od srpskog je agresora oslobođeno područje Čapljine u čemu posebnu zaslugu imaju postrojbe HVO-a iz Čitluka, Gruda, Ljubuškog i Čapljine te vojnici 4. gardijske brigade HV-a i 156. brigade HV-a.
Oslobađanje desne obale rijeke  Neretve kreće 11. lipnja 1992. godine. HVO potpomognut 4. Splitskom brigadom HV-a kreće iz šest pravaca, a od postrojbi HVO-a u akciji sudjeluju Kažnjenička bojna, Poskok bojna, dvije postrojbe HVO-a iz Čitluka i Ljubuškog, 5. ilićka bojna HVO-a Mostar, 4. bojna HVO-a Mostar, te satnija 2. bojne rudničke HVO-a Mostar te pripadnici civilne i vojne policije. U Mostaru su u to vrijeme bile Vojna policija, civilna policija, dio 2. bojne HVO-a Mostar i Samostalni mostarski bataljun. Prvo je oslobođeno područje Kruševa i brda Orlovac, a zatim brdo Hum i zapadni dio grada Mostara. 
Podizanje hrvatske trobojnice na vrhu Huma, kao bitne kote za nadzor Mostara, navjestilo je oslobađanje i istočnog dijela grada Mostara. Toga 11. lipnja hrvatske su snage ušle u Vojarnu »Stanislav Baja Kraljević« i naselja Rodoč i Jasenica te u krug razorene tvornice Aluminij svladavši žilav neprijateljski otpor. U tim borbama, uništena su dva tenka JNA T-34, koja su se nalazila na brdu iznad Jasenice. U samo jednom danu oslobođena je čitava desna obala rijeke Neretve. Tijekom 12. i 13. lipnja oslobođeno je područje Stoca, a 5 dana kasnije hrvatske snage su izbile na Ošanjiće, današnju međuentitetsku granicu.
U noći s 13. na 14. lipnja 1992. godine general Slobodan Praljak donosi odluku da se krene u oslobađanje lijeve obale rijeke Neretve. U Općinskom stožeru HVO-a u Mostaru zapovjednici postrojbi dobivaju zapovijedi prema kojima Neretvu treba početi prelaziti rano ujutro 14. lipnja i tako iznenaditi srpsko-crnogorskog agresora. Plan je bio, u tri sata ujutro započeti prelazak preko Neretve. Vojnici su morali čamcima prijeći Neretvu u samom gradu Mostaru na tri mjesta, a jedan dio je trebao prijeći preko tada još uvjetnog Starog mosta. Prijelaz Neretve s čamcima bio je na Buni.
Uz tenkovsku potporu Četvrte gardijske brigade HV-a iz Splita i topničku potporu Širokobrijeških slavuja, združene snage Izdvojenog zapovjednog mjesta Vrdi i Raška Gora pod zapovjedništvom legendarnog pukovnika Tvrtka Miloša i zapovjednika 3. bojne cimske Ilije Vrljića te postrojbe 1. bojne bjelopoljske i 5. bojne ilićke Općinskog stožera Hrvatskog vijeća obrane Mostar i Specijalne policije Policijske stanice Mostar prelaze na lijevu obalu te nakon žestokog okršaja kod Samostana školskih sestara franjevaka, počinju oslobađati prostor od Jasenjana do Vrapčića. 
U Cernici rijeku prelazi četvrta satnija Cernica Samostalnog mostarskog bataljuna HVO-a, predvođena zapovjednikom Karlom Džebom, a Druga bojna rudnička HVO-a Mostar dolazi iz Raštana uz stalnu potporu Vojne policije. Prema prvotnom planu, rijeku je Džeba trebao prijeći na Bunuru kod Doma izviđača, no rijeku je prešao na gotovo nemogućem mjestu, ispod srušenoga mosta na Musali i to kajakom. Džeba je preveslao na lijevu obalu rijeke te pomoću konopa uvezao mostobran i tako se, uključujući i njega, malim gumenim čamcima prebacilo dvadeset i sedam ljudi. Bio je to, ispostavit će se kasnije, ključni trenutak u oslobađanju istočnog dijela Mostara. Okupatorske snage su bile dobro obaviještene o namjerama HVO-a. O tome najbolje svjedoči podatak da je točno u 03:02, dok je Džeba u kajaku bio na sredini rijeke, nekih 200 metara iza njegovih leđa, točno na mjestu gdje je njegova postrojba po prvotnom planu trebala prijeći Neretvu, ispaljena svjetleća raketa. Ostali vojnici nisu uspjeli na dogovorenim mjestima prijeći rijeku jer su neprijatelji bili obavješteni o njihovom dolasku. Nekoliko ljudi je pri pokušajima prelaska poginulo, tako da su se sve ostale hrvatske snage povukle. Jedino je Džebina satnija prešla, upravo zahvaljujući odabranom mjestu za prelazak. Na tom mjestu je vidljivost mala, uvjeti za prelazak su skoro nikakvi, čime su u potpunosti iznenadili neprijatelja. Po izlasku iz korita rijeke, naišavši na žestok otpor, četvorica Džebinih suboraca bila su teško ranjena. Već oko 6 sati ujutro, pristiže veliki broj vojnika koji nisu prešli na drugim planiranim mjestima, Vojna policija HVO-a i snage HOS-a.
Vode se žestoke bitke, a snage HVO-a zauzimaju položaje oko Ulice Maršala Tita u istočnom dijelu Mostara. Oko podneva 14. lipnja, kada su se stekli uvjeti da se prijeđe preko Starog mosta, pristiže još hrvatskih snaga. Tu noć su hrvatski vojnici ostali na zauzetim položajima oko Ulice Maršala Tita. Sutra se nastavljaju borbe te se u sklopu združene akcije, korak po korak oslobođa cijeli niz naselja i mjesta na lijevoj obali Neretve. Toga 15. lipnja, snage HVO ovladavaju strateški važnim Sjevernim logorom (IV. bojna HVO »Tihomir Mišić« potpomognuta s nekoliko boraca iz Bjelovara). Tada je oslobođen istočni dio grada Mostara te naselja Blagaj i Buna. Područje od Jasenjana do Vrapčića, čiji veći dio zauzima kotlina Bijelo Polje (naselja na lijevoj obali Neretve: Potoci, Željuša, Salakovac, Kutilivač, Podgorani, Humilišani, Prigrađani), oslobođeno je 19. lipnja 1992. godine. Tijekom akcije, 21. lipnja, uhićeno je nekoliko časnika Jugoslavenske narodne armije na Merdžan glavi i osvojena je vojarna na brdu Fortica iznad Mostara, s velikim količinama naoružanja.
Pri povlačenju digli su u zrak sve mostove, osim Starog mosta, jer je hrvatski snajperist ubio srpskog vojnika koji je imao zapovijed i taj most srušiti. HVO, odmah po oslobođenju istočnog dijela grada Mostara, okiva Stari most debelim daskama i gumama da bi ga zaštitio od granata. U čast briljantne pobjede i oslobođenja Mostara, sa Starog mosta u rijeku Neretvu zajedno skaču dvojica mladića, jedan s hrvatskom, a drugi s bošnjačkom zastavom u ruci. Tjeranje agresora nastavlja se predma Podveležju, Vrapčićima i Bijelom Polju, a 26. lipnja smatra se danom oslobođenja mostarske općine, tada je Kažnjenička bojna potpomognuta topništvom i ostalim potrojbama Općinskog stožera HVO-a Mostar neprijatelja odgurnula s releja na Veležu prema Nevesinju.

## Rezultat operacije
Združene hrvatske snage (HVO, HV i HOS) Operacijom Lipanjske zore su oslobodile dolinu rijeke Neretve odnosno općine Mostar, Čapljina i Stolac. Oslobođeno je područje od oko 1800 četvornih kilometara s gradovima Mostar, Čapljina i Stolac te njihovom okolicom, a nekim mjestima (poput Ošanića kod Stoca) hrvatske snage su izbile današnju međuentitetsku crtu razgraničenja. 
Tom odlučnom akcijom dijelom su spriječeni napadi srpskog agresora na južnu Dalmaciju, a u potpunosti na Srednju Dalmaciju što je u potpunosti spasilo Dalmaciju od katastrofe. Lipanjske zore su ujedno i prvi poraz JNA u ratu u Bosni i Hercegovini. Veličina pobjede je još veća jer je na području koje je oslobođeno bila iznimno velika koncentracija postrojbi JNA, njihovog naoružanja i objekata.
U vojnom smislu, taktički poduzete radnje mogu biti predmetom izučavanja za neke buduće ratove. Te radnje se ne mogu podvesti ni pod jedne metode dotad poznatih doktrina ratovanja. Drugim riječima kazano, veliki dio je bila improvizacija, a aktivnih vojnih osoba s praktičnim znanjem bilo jako malo. Osobito uspješan i poseban dio akcije je oslobođenje dijela Bijelog Polja (naselja: Potoci, Željuša, Salakovac, Kutilivač, Podgorani, Humilišani, Prigrađani). Veliki značaj u operaciji je imala izrazita usklađenost rada i međusobna potpora vojnih jedinica: HVO-a, HOS-a, HV-a i policije te samog pučanstva.

## Vanjske poveznice
| - Dokumentarni film Lipanjske zore - 20. obljetnica - Predsjednik Tuđman o važnosti Lipanjskih zora | - Napadi na srpska uporišta Orlovac, Varda i Hum - Oslobođenje zloglasnog srpskog uporišta Orlovac |